# Crossocheilus
Crossocheilus és un gènere de peixos de la família dels ciprínids i de l'ordre dels cipriniformes.

## Taxonomia
- Crossocheilus atrilimes (Kottelat, 2000)[2]
- Crossocheilus burmanicas (Hora, 1936)[3]
- Crossocheilus burmanicus (Hora, 1936)
- Crossocheilus cobitis (Bleeker, 1853)
- Crossocheilus diplochilus (Heckel, 1838)
- Crossocheilus gnathopogon (Weber & de Beaufort, 1916)
- Crossocheilus kalliurus (Smith, 1945)
- Crossocheilus klatti (Kosswig, 1950)
- Crossocheilus langei (Bleeker, 1860)
- Crossocheilus latius (Hamilton, 1822)
- Crossocheilus multirastellus (Su, Yang & Chen, 2000)[4]
- Crossocheilus namlenensis (Nguyen & Doan, 1969)
- Crossocheilus nigriloba (Popta, 1904)
- Crossocheilus oblongus (Kuhl & van Hasselt a van Hasselt, 1823)
- Crossocheilus periyarensis (Menon & Jacob, 1996)
- Crossocheilus reticulatus (Fowler, 1935)
- Crossocheilus rostratus (Günther, 1868)
- Crossocheilus siamensis (Smith, 1931)[5][6][7][8][9][10]